# Dewi Sartika
Dewi Sartika (Índies Orientals Neerlandeses, 4 de desembre de 1884 - Java Occidental, 11 de setembre de 1947) va ser la figura líder i pionera en l'educació per a dones a Indonèsia. Va fundar la primera escola per a dones de les Índies Orientals Neerlandeses.
Va ser oficialment reconeguda com a Heroïna Nacional pel govern indonesi el 1966.

## Biografia
Dewi Sartika va néixer de pares nobles sondanesos, R. Rangga Somanegara i R. A. Rajapermas, a Cicalengka, el 4 de desembre de 1884. Quan era nena, després de l'escola sovint feia de professora mentre jugava amb els seus amics. Després de la mort del seu pare, va viure amb el seu oncle. Va rebre una educació de la cultura sondanesa mentre estava sota la seva cura, mentre que la dona d'un assistent resident li ensenyava el coneixement de la cultura occidental. El 1899, es va traslladar a Bandung.
El 16 de gener de 1904 va fundar una escola anomenada Sekolah Isteri al pendopo del regent de Bandung, que posteriorment es va traslladar a Jalan Ciguriang i el nom de l'escola es va canviar a Sekolah Kaoetamaan Isteri (Escola de l'esposa de l'Eminència) el 1910. El 1912, hi havia nou Sekolah Kaoetamaan Isteri en ciutats o regències de Java Occidental (la meitat de les ciutats i les regències), i el 1920 totes les ciutats i les regències tenien una escola. El setembre del 1929, aquesta escola va canviar el seu nom a Sekolah Raden Dewi.
Va morir l'11 de setembre de 1947 a Cineam, Tasikmalaya mentre estava sent evacuada de Bandung a causa de la guerra d'independència d'Indonèsia.

## Vida personal
El 1906, es va casar amb Raden Kanduruhan Agah Suriawinata, un mestre de la Sekolah Karang Pamulang.

## Homenatges

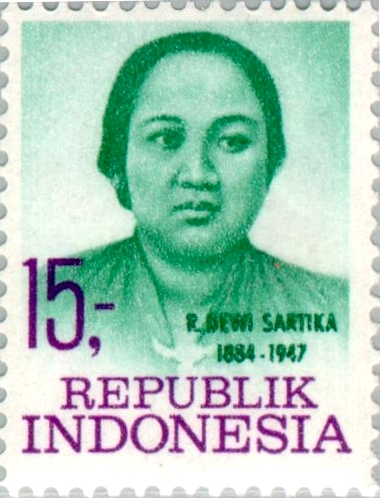
Segell de 15 rupies indonèsies amb l'efíge de Dewi Sartika

El carrer on era la seva escola s'anomena Dewi Sartika.
Va ser guardonada amb l'Ordre d'Orange-Nassau en el 35è aniversari de la Sekolah Kaoetamaan Isteri com a homenatge al seu servei en l'educació.
L'1 de desembre de 1966, va rebre el títol de Heroïna del Moviment Nacional.
El 1969 va aparèixer la seva efígie en un segell de 15 rupies indonèsies.
El 1994, la Unió Astronòmica Internacional va anomenar un cràter de Venus en el seu honor (cràter Sartika).